# Waltraud Rennebaum

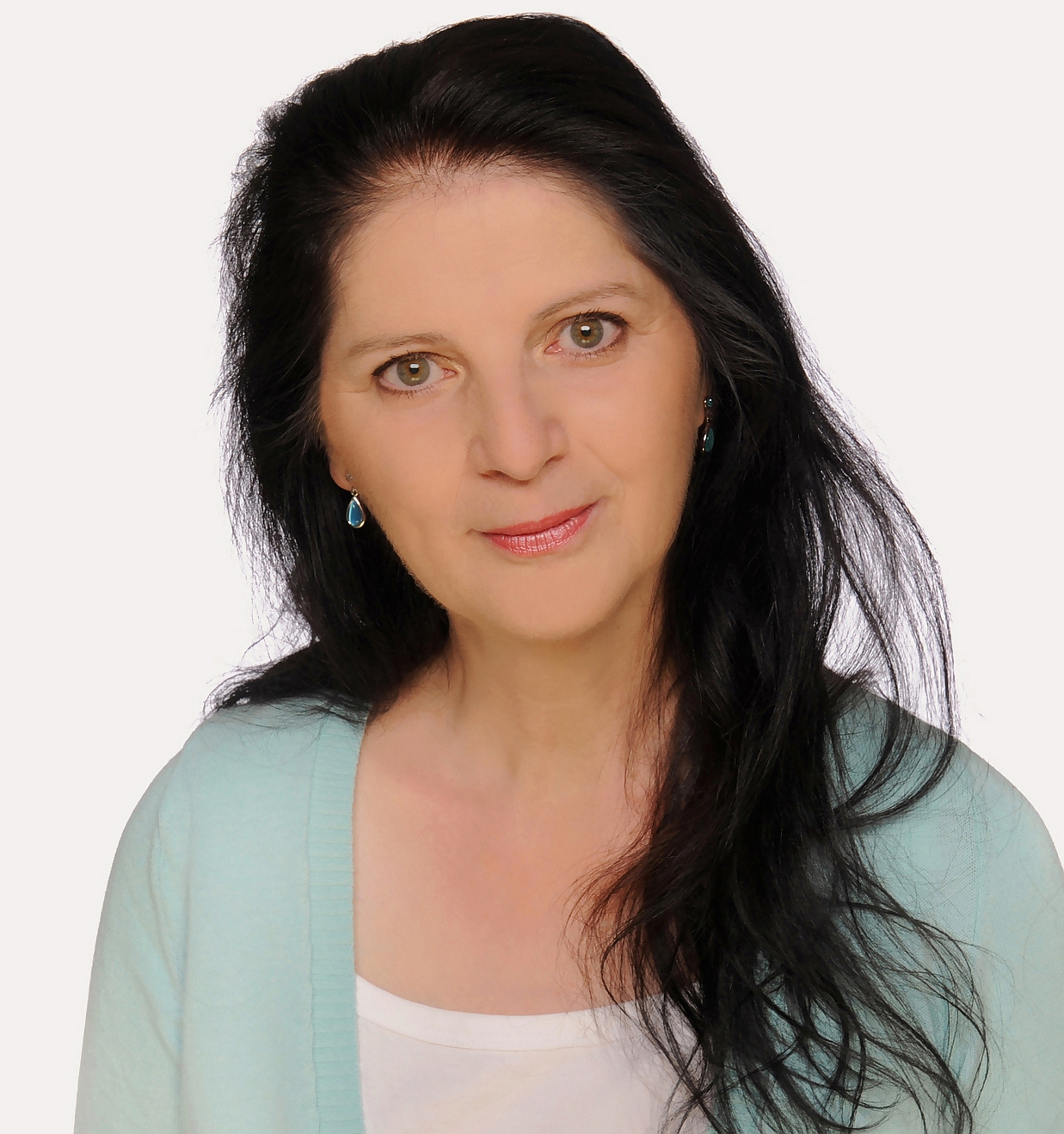
Waltraud Rennebaum, Mezzosopran

Waltraud Rennebaum (* 1958 in Bochum) ist eine deutsche Sängerin (Mezzosopran), die sich auf religiöse Musik in hebräischer Sprache spezialisiert hat.

## Leben und Ausbildung
Waltraud Rennebaum stammt aus einer musikalisch sehr aktiven Familie.  Eine Ausbildung zur klassischen Orchestermusikerin (Hauptfach Horn) erwarb sie an den Musikhochschulen in Detmold, Köln und Düsseldorf; sie spielte in diversen Orchestern und Kammermusikensembles. Ihre Leidenschaft galt jedoch zunehmend dem Gesang, weshalb sie sich ganz für den Beruf der Sängerin entschied. 
Sie lebt heute im Bergischen Land, nahe Köln.

## Künstlerisches Wirken
1994 gründete Waltraud Rennebaum das Ensemble SHOSHAN, mit dem sie in wechselnder Besetzung im In- und Ausland konzertiert und mehrere Solo-Alben eingespielt hat. Der Schwerpunkt ihrer künstlerischen Tätigkeit liegt auf hebräisch-jüdischer Musik; ihre Psalmeninterpretationen in der Ursprache der Bibel sind ein Alleinstellungsmerkmal im deutschsprachigen Raum. Fest zu ihrem Ensemble gehören ihr Ehemann, der Pianist und Arrangeur Ray Rennebaum, und die Essener Flötistin Heike Zehe. Für ihr 2014 veröffentlichtes Album Shabbat arbeitete sie erstmals mit dem französischen Klarinettisten Florent Héau aus Paris zusammen. Die jahrelange Beschäftigung mit jüdischer Musik und den alttestamentlichen Psalmen sowie mehrere Jahre Privatstudium in Hebräisch bei der Düsseldorfer Judaistin Edna Schwarz führten zur Schaffung eigener Liedkompositionen und zu Themen-Konzerten mit hebräischen Titeln wie „Jerushalaim“, „Tehilim“, „Ma’alot“ und „Shabbat“. Waltraud Rennebaum ist Inhaberin des Shoshanim-Musikverlags, der seit 1998 CDs, Liederbücher und Partituren mit Psalmenvertonungen in Hebräisch veröffentlicht.

## Repertoire
Das Ensemble SHOSHAN, dessen Name an das hebräische Wort für „Lilie“ anklingt, verbindet die Gattung des klassischen Kunstliedes mit dem Genre jüdischer Folklore. Das Liedrepertoire umfasst neben eigenen Psalmenvertonungen auch Lieder der Synagoge und jüdisch-israelische Traditionals. Instrumentalwerke für Piano solo und für die Besetzung Querflöte und Piano gehören ebenfalls zum Konzertrepertoire.

## Diskographie (Auszüge)
Waltraud Rennebaum & Ensemble SHOSHAN
- 1999: CD TEHILIM …AM MORGEN IST JUBEL, Psalmen – Hebräisch/Deutsch (Shoshanim-Musikverlag)
- 2002: CD JERUSHALAIM (cap-music Verlag)
- 2007: CD MA’ALOT  (Hänssler Classic)
- 2014: CD SHABBAT, Hebrew Songs (Shoshanim-Musikverlag)